# Зобов, Николай Матвеевич
Николай Матвеевич Зобов (1822—1873) — лесовод, ординарный профессор Санкт-Петербургского земледельческого института.

## Биография
Родился в Санкт-Петербурге 21 ноября (3 декабря) 1822 года. После смерти отца (1834 г.) он был принят в Лесной институт по особому распоряжению Канкрина, тогдашнего министра финансов. По окончании в 1843 году офицерского класса института, он долгое время служил в Казанской губернии, сначала цивильским подлесничим, а затем мамадышским и казанским лесничим; с 1847 года в течение 11 лет был свияжским лесничим. В этот период он стал заниматься ботаникой, ставшей на всю жизнь его любимым предметом. К этому же времени относится и начало его литературной деятельности.
Ряд его статей под заглавием «Этнографические очерки Казанской губернии», изданных особой брошюрой, обратил внимание министра государственных имуществ M. H. Муравьева, который вызвал его в 1858 году в Петербург на должность учёного лесничего в лесном департаменте, с назначением делопроизводителем специального по лесной части комитета. В конце 1860 года, по собственному желанию, он был назначен в Лисинское учебное лесничество младшим учёным лесничим для занятий с практикантами Лесного института, а после закрытием этого института в 1864 году занял должность инспектора Лисинского егерского училища, в котором он также преподавал до 1869 года ботанику, естественную историю и русский язык. 
С 1869 года Н. М. Зобов — ординарный профессор кафедры лесной таксации и лесной технологии Санкт-Петербургского земледельческого института. 
Автор сочинений: «Начальные основания ботаники» (руководство для училищ лесного ведомства, 1864), «Беседы о природе. Книга для чтения в селах и деревнях» (премирована и выдержала несколько изданий); «Лесная таксация и лесоустройство» (2 ч., 1873—1874, рецензия в «Лесном журнале» 1873, вып. 4; 1874, вып. 1; 1882, вып. 11). Помимо этого он сотрудничал в «Газете лесоводства и охоты», которую редактировал с № 23 1859 до конца года и в «Лесном журнале»; под его же редакцией была издана в 1871 году «Лесная технология» Н. Е. Попова.
В 1870 году он стал чувствовать упадок сил, и припадки, вызванные органическим пороком сердца, которые повторялись с каждым годом всё чаще и сильнее. От бролезни сердца он скончался 20 октября (1 ноября) 1873 года. Похоронен на Парголовском кладбище. 